# Mecometopus laetus
Mecometopus laetus är en skalbaggsart som först beskrevs av Fabricius 1801.  Mecometopus laetus ingår i släktet Mecometopus och familjen långhorningar.
Artens utbredningsområde är Guyana. Inga underarter finns listade i Catalogue of Life.